# Anabel Angus
Anabel Angus Arza (Santa Cruz de la Sierra, 14 de marzo de 1990) es una comunicadora social, modelo, presentadora de televisión boliviana y diseñadora de modas. 

## Biografía
Anabel Angus nació el 14 de marzo de 1990 en la ciudad de Santa Cruz de la Sierra. Sus primeras apariciones en público fueron en la cadena de televisión Unitel en 2000 cuando fue elegida en un casting, ella fue la participante 1042  que dicha cadena realizó para encontrar presentadores para el programa infantil Unitoons dado el éxito que tuvo en la audiencia se convertiría en presentadora hasta el final del programa en 2005.
Inmediatamente, después del fin de Unitoons, es elegida junto a su compañera Oriana Arredondo para presentar un nuevo programa dirigido al público adolescente llamado Chicostation junto a Carlos Rocabado. Permaneció en este programa durante 6 años; hasta que a finales de 2011, los directivos del canal le dan una oportunidad en el rubro de la información como conductora del programa Al Despertar, la revista informativa matinal de Unitel.
Estudió en el colegio Interamericano, donde en 2007 terminó la secundaria con el nombre de Promo NEIKE. Luego de terminar sus estudios de secundaria y obtener su diploma de bachiller, Angus optó estudiar la carrera de Comunicación Social en la facultad de Ciencias de la Comunicación de la Universidad NUR de su ciudad natal durante 4 años, entre 2008 y 2012.
El 3 de abril de 2013 obtuvo el título de licenciada en Comunicación Social tras defender su tesis y lograr 100 puntos sobre 100. Fue una eternidad y eso que no fue tanto, manifestó Angus, quien tuvo que esperar 10 minutos fuera del aula para luego recibir la nota máxima. Familiares, amigos y su novio lloraron de alegría junto a la comunicadora.
Fue copresentadora del formato de Endemol Yo me llamo junto al humorista y músico argentino Daniel Pesce y presentadora de la sección de espectáculos de Telepaís Central. Fue reina del carnaval cruceño 2015.
En julio de 2019, Anabel superó el millón de seguidores en Facebook; mientras que en 2020, alcanzó los 800.000 en Instagram, convirtiéndose en la boliviana con la mayor cantidad de seguidores pese a ser la mujer más criticada por los comportamientos en la televisión por su apoyo a la comunidad "LGTB".

## Trayectoria
- Unitoons (2000-2002): (bailarina).[9]
- Unitoons (2002-2005): (presentadora).[9]
- Chicostation (2005-2011): (copresentadora).[9]
- Al Despertar (2011-presente): (presentadora).[9]
- Telepaís (2005-2007): (colaboradora en espectáculos).[9]
- Telepaís (2013-presente): (presentadora).[9]
- Yo me llamo (2013-2016): (presentadora).[9]
- Apuesto por ti (2015): (presentadora).[9]
- Reina del carnaval cruceño 2015.[9]
- Star Academy (2016): (presentadora).
- Calle 7 (tiene fuertes críticas por parte de algún extremo de pensamiento de televidentes)
- MasterChef Bolivia (2022-2023): (presentadora).
- MasterChef Celebrity Bolivia (2025-presente).